# Grand Prix automobile de Grande-Bretagne 1982
Résultats du Grand Prix de Grande-Bretagne de Formule 1 1982 qui a eu lieu sur le circuit de Brands Hatch le 18 juillet 1982.

## Classement
| Pos. | No | Pilote             | Écurie          | Tours | Temps/Abandon                      | Grille | Points |
| ---- | -- | ------------------ | --------------- | ----- | ---------------------------------- | ------ | ------ |
| 1    | 8  | Niki Lauda         | McLaren-Ford    | 76    | 1 h 35 min 33 s 812 (200,745 km/h) | 5      | 9      |
| 2    | 28 | Didier Pironi      | Ferrari         | 76    | + 25 s 726                         | 4      | 6      |
| 3    | 27 | Patrick Tambay     | Ferrari         | 76    | + 38 s 436                         | 13     | 4      |
| 4    | 11 | Elio De Angelis    | Lotus-Ford      | 76    | + 41 s 242                         | 7      | 3      |
| 5    | 5  | Derek Daly         | Williams-Ford   | 76    | + 41 s 430                         | 10     | 2      |
| 6    | 15 | Alain Prost        | Renault         | 76    | + 41 s 636                         | 8      | 1      |
| 7    | 23 | Bruno Giacomelli   | Alfa Romeo      | 75    | + 1 tour                           | 14     |        |
| 8    | 4  | Brian Henton       | Tyrrell-Ford    | 75    | + 1 tour                           | 17     |        |
| 9    | 30 | Mauro Baldi        | Arrows-Ford     | 74    | + 2 tours                          | 26     |        |
| 10   | 17 | Jochen Mass        | March-Ford      | 73    | + 3 tours                          | 25     |        |
| Abd. | 22 | Andrea De Cesaris  | Alfa Romeo      | 66    | Panne électrique                   | 11     |        |
| Abd. | 25 | Eddie Cheever      | Ligier-Matra    | 60    | Fuite d'huile                      | 24     |        |
| Abd. | 29 | Marc Surer         | Arrows-Ford     | 59    | Arbre de roue                      | 22     |        |
| Abd. | 6  | Keke Rosberg       | Williams-Ford   | 50    | Pression d'essence                 | 1      |        |
| Nc.  | 3  | Michele Alboreto   | Tyrrell-Ford    | 44    | Non classé                         | 9      |        |
| Abd. | 26 | Jacques Laffite    | Ligier-Matra    | 41    | Boîte de vitesses                  | 20     |        |
| Abd. | 35 | Derek Warwick      | Toleman-Hart    | 40    | Transmission                       | 16     |        |
| Abd. | 12 | Nigel Mansell      | Lotus-Ford      | 29    | Tenue de route                     | 23     |        |
| Abd. | 1  | Nelson Piquet      | Brabham-BMW     | 9     | Transmission                       | 3      |        |
| Abd. | 14 | Roberto Guerrero   | Ensign-Ford     | 3     | Fuite d'huile                      | 19     |        |
| Abd. | 31 | Jean-Pierre Jarier | Osella-Ford     | 2     | Collision                          | 18     |        |
| Abd. | 20 | Chico Serra        | Fittipaldi-Ford | 2     | Collision                          | 21     |        |
| Abd. | 7  | John Watson        | McLaren-Ford    | 2     | Sortie de piste                    | 12     |        |
| Abd. | 2  | Riccardo Patrese   | Brabham-BMW     | 0     | Collision                          | 2      |        |
| Abd. | 16 | René Arnoux        | Renault         | 0     | Collision                          | 6      |        |
| Abd. | 36 | Teo Fabi           | Toleman-Hart    | 0     | Collision                          | 15     |        |
| Nq.  | 9  | Manfred Winkelhock | ATS-Ford        |       | Non qualifié                       |        |        |
| Nq.  | 33 | Jan Lammers        | Theodore-Ford   |       | Non qualifié                       |        |        |
| Nq.  | 10 | Eliseo Salazar     | ATS-Ford        |       | Non qualifié                       |        |        |
| Nq.  | 18 | Raul Boesel        | March-Ford      |       | Non qualifié                       |        |        |

## Pole position et record du tour
- Pole position : Keke Rosberg en 1 min 09 s 540 (vitesse moyenne : 217,791 km/h).
- Meilleur tour en course : Brian Henton en 1 min 13 s 028 au 63e tour (vitesse moyenne : 207,389 km/h).

## Tours en tête
- Nelson Piquet : 9 (1-9)
- Niki Lauda : 67 (10-76)

## À noter
- 19e victoire pour Niki Lauda.
- 29e victoire pour McLaren en tant que constructeur.
- 149e victoire pour Ford-Cosworth en tant que motoriste.